# Jay Williams (polityk)
Roy Kojo Jawara („Jay”) Williams (ur. 1971) – amerykański polityk, od 2005 roku burmistrz Youngstown. Jego poprzednikem na tym stanowisku był George McKelvey.